# 天门山路站
天门山路站为中华人民共和国安徽省芜湖市镜湖区银湖北路与天门山路交口北侧的一座单轨车站，属于芜湖轨道交通1号线。2021年11月3日投入运营。

## 车站结构
天门山路站为地上三层车站，一层为出入口，二层为车站大堂，三层为车站站台，设有两个侧式站台，并设有半高屏蔽门。

### 车站楼层
| 地上三层 | 侧式站台，右側開门 | 侧式站台，右側開门           |
| 地上三层 | 轨道（西）         | █ 1号线往白马山（赤铸山路）  |
| 地上三层 | 轨道（东）         | █ 1号线往保顺路（天柱山路）  |
| 地上三层 | 侧式站台，右側開门 |                              |
| 地上二层 | 站厅               | 客服中心、自动售票机、验票机 |
| 地面     | 出入口             | 1-3出入口                    |

## 车站出口
天门山路站共设3个出口，各出口及周围设施如下所示：
|                                       |      |              |                                                              |
| 出口编号                              | 照片 | 地点         | 可到达目的地                                                 |
| 出口 · 1L · 升降机标志 · 扶手电梯标志 |      | 银湖北路东侧 | 信达大厦、莲塘新村、泰苑新村、小邢板栗、保兴垾               |
| 出口 · 2L                             |      | 银湖北路西侧 | 汉爵阳明大酒店、云龙阳光地带、香榭丽舍                       |
| 出口 · 3L · 扶手电梯标志              |      | 银湖北路西侧 | 汉爵阳明大酒店、欧尚超市、安徽省芜湖市中级人民法院、润安花园 |
| 註： 設有 \| 設有扶手電梯             |      |              |                                                              |

## 接驳交通

### 公交车
- 莲塘牡丹园：5、13、32、39、53、54、123晚班、624、游1路
- 泰苑小区：5、13、19、101、106路
- 莲塘新村：8、25、32、35、101、123、游1路
- 中级人民法院：8、19、25、106、624路